# HMS Trusty (N45)
Pour les autres navires du même nom, voir HMS Trusty.
Le HMS Trusty (pennant number : N45) est un sous-marin de classe T en service dans la Royal Navy. Construit au chantier naval Vickers-Armstrongs à Barrow-in-Furness, il est lancé en mars 1941.

## Conception
Les sous-marins de la classe S se sont avérés trop petits pour des opérations lointaines. Il fallut mettre en chantier la classe T qui avait 21 mètres de longueur en plus et un déplacement de 1000 tonnes. Alors que les bâtiments de la classe S avaient seulement six tubes lance-torpilles d'étrave, ceux de la classe T en avaient huit, dont deux dans un bulbe d'étrave, plus deux autres dans la partie mince de la coque au milieu du navire.

## Engagements
Le HMS Trusty (en français : digne de confiance) fut construit par Vickers-Armstrongs à Barrow-in-Furness. Sa quille fut posée le 15 mars 1940. Il fut lancé le 14 mars 1941 et mis en service dans la Royal Navy le 30 juillet 1941.
Le HMS Trusty a servi en mer Méditerranée et dans l’océan Pacifique en Extrême-Orient. En Méditerranée, il coule le navire marchand italien Eridano en décembre 1941. Réaffecté dans le Pacifique, il y coule le cargo marchand japonais Toyohashi Maru et endommage le transport de troupes japonais Columbia Maru.
Il a survécu à la guerre et a été vendu pour démolition en janvier 1947. Il a été démoli à Milford Haven en juillet 1947.